# Porichthys notatus
Porichthys notatus is een straalvinnige vissensoort uit de familie van kikvorsvissen (Batrachoididae). De wetenschappelijke naam van de soort is voor het eerst geldig gepubliceerd in 1854 door Girard. De vis heet in het Canadees/Engels midshipsman wat wel wordt vertaald als bootsmanvis.

## Kenmerken
De vis kan maximaal 38 cm lang worden. Het is een overwegend olijfbruin gekleurde vis, van boven bijna glanzend paars en op de flanken veel lichter een goudgeel op de buik. De vis heeft opvallend brede borstvinnen en een klein staartvinnetje. De rugvin heeft 33 tot 37 vinstralen en de buikvin 30 tot 35.

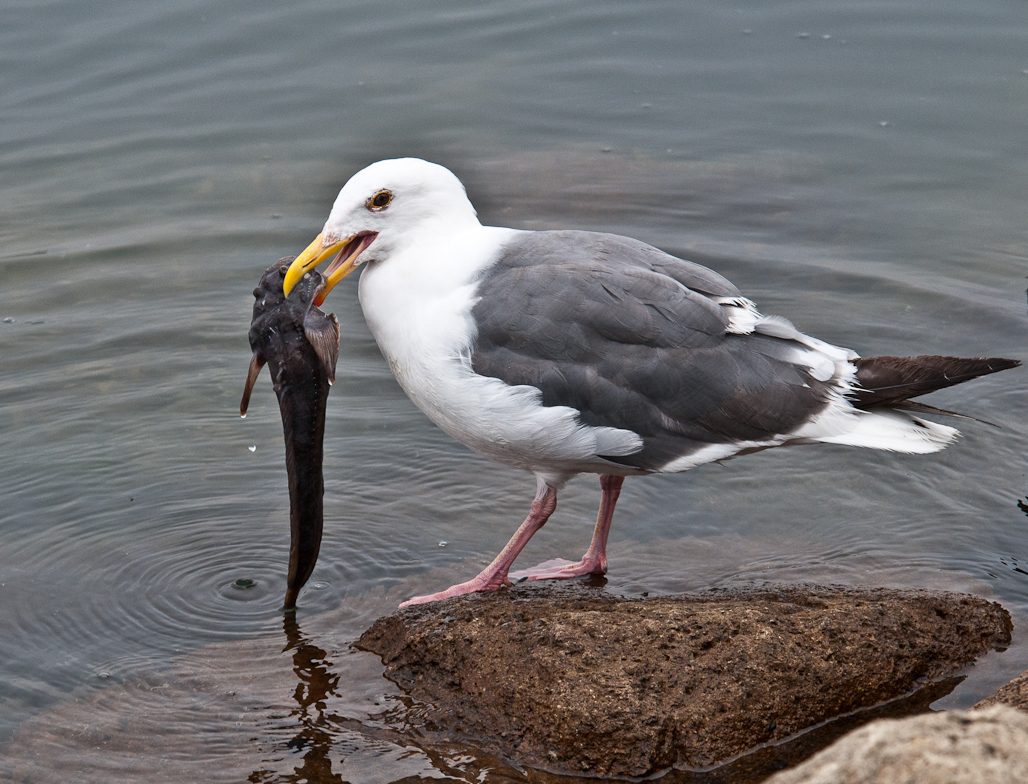
Porichthys notatus als maaltje voor een Californische meeuw (Larus occidentalis).

## Verspreiding en leefgebied
De vis komt voor in het oosten van de Grote Oceaan langs de kusten van Noord-Amerika van Alaska tot de zuidpunt van het schiereiland Neder-Californië. Er worden een noordelijke en een zuidelijke populatie onderscheiden. De noordelijke populatie reikt van Alaska tot de staat Oregon de zuidelijke populatie vanaf San Francisco. Het leefgebied ligt op diepten tussen 0 en 360 meter onder het wateroppervlak. De vis houdt zich op tussen met wier begroeide rotsen in getijdenwateren, maar ook wel op grotere diepte op bodems met zand of modder. Volwassen vissen migreren gedurende de dag van diep naar ondiep water.

## Status
De soort staat op de Rode Lijst van de IUCN als niet bedreigd, beoordelingsjaar 2010.